# 가미쓰마촌
가미쓰마촌(上妻村)은 이바라키현 마카베군에 일찍이 존재했던 촌이다. 현재의 시모쓰마시에 해당한다.

## 역사
- 1889년 4월 1일 - 정촌제 시행에 의해 마카베군 가미쓰마촌이 성립하였다.
- 1954년 6월 1일 - 유키군 후사카미촌, 도요카미촌 쓰쿠바군 다카사이촌과 함께 시모쓰마정에 편입해, 소멸하였고, 당일 시로 승격해 시모쓰마시가 되었다.

## 인구
| 1891년 | 3,753 |
| 1920년 | 4,890 |
| 1935년 | 5,722 |
| 1950년 | 6,104 |

## 참고문헌
- 角川日本地名大辞典編纂委員会『角川日本地名大辞典 8 茨城県』、角川書店、1983年 ISBN 4040010809
- 日本加除出版株式会社編集部『全国市町村名変遷総覧』、日本加除出版、2006年、ISBN 4817813180